# Українсько-Березівський заказник
 Украї́нсько-Бере́зівський зака́зник — гідрологічний заказник місцевого значення в Україні. Розташований у межах Талалаївського району Чернігівської області, в районі сіл Українське, Болотниця, Довгалівка, Юрківці, Березівка. 
Площа 560 га. Статус дано згідно з рішенням Чернігівського облвиконкому від 06.12.1982 року № 602; від 27.12.1984 року № 454; від 28.08.1989 року № 164. Перебуває у віданні: Юрківцівська, Березівська, Українська, Болотницька сільські ради. 
Статус дано для збереження водно-болотного природного комплексу в долині річки Лисогір. 